# Dan Dickau
Dan Dickau (Portland, 16 de setembro de 1978) é um ex-jogador norte-americano de basquete profissional que atuou na  National Basketball Association (NBA). Foi o número 28 do Draft de 2002.